# Robert Delos Santos
Pour les articles homonymes, voir Santos (homonymie).
Robert Delos Santos (Robert René Camille), né le 23 octobre 1928 à Alger et mort le 20 février 2020 à Paris, est un diplomate français.

## Biographie
Né à Alger, lycéen et bachelier à Casablanca, Robert Delos Santos obtient le brevet de l’École nationale de la France d'outre-mer. Il appartient à la promotion 1949. Son mémoire de fin d'études porte sur une Esquisse de sociologie politique : Le nationalisme marocain. 
À la sortie de l'école il est placé en position de détachement auprès du Gouvernement du Viêt Nam. En 1958 il est intégré au cadre Orient des affaires étrangères et il est nommé vice-consul à Phnom Penh (1958-1959). Ensuite il est en poste à Ottawa, à Tunis, à l'administration centrale, à Rio de Janeiro et à Londres, puis à nouveau à Tunis (1977-1980). 
Il est nommé ambassadeur à Monrovia (Liberia) en janvier 1981, poste qu'il occupe jusqu'en mai 1983. Il est alors chargé de mission auprès du directeur du personnel et de l'administration. En avril 1985 il est nommé ambassadeur à Brazzaville (République du Congo). En 1990 il est nommé ministre plénipotentiaire de première classe et président de l'Agence pour la sécurité de la navigation aérienne en Afrique et à Madagascar. Par arrêté du 27 mai 1993 il est admis à faire valoir ses droits  à la retraite à compter du 24 octobre 1993.

## Décorations
Robert Delos Santos est promu officier de la Légion d’honneur en 1991.
Il est officier de l’ordre national du Mérite, chevalier de l’ordre royal du Cambodge, membre du Royal Victorian Order, commandeur des ordres nationaux du Cameroun, Congo Brazzaville, Côte d’Ivoire, Sénégal, Togo.